# ویلیام آلن زاجک
ویلیام آلن زاجک (انگلیسی: William Allen Zajc؛ زاده ۱۹۵۳) یک فیزیک‌دان اهل ایالات متحده آمریکا است.